# БТЗ-52763
БТЗ-52763 — российский низкопольный троллейбус Башкирского троллейбусного завода на базе автобуса НефАЗ-5299, выпускался с 2006 по 2014 год. Производится в трёх модификациях — БТЗ-52763P, БТЗ-52763T и БТЗ-52763A, различающихся системой управления тяговым двигателем.

## Испытания и эксплуатация
Москва, Хабаровск, Благовещенск (передняя маска, как у БТЗ-52767), Уфа, Стерлитамак, Альметьевск.
БТЗ-52763Т был построен ещё в 2006 году и передан на испытания в Уфу на маршрут № 3 «Башкирский академический театр драмы имени Мажита Гафури — Станция технического обслуживания (СТО)», после испытаний был передан в город Стерлитамак на испытания по маршруту № 12 «ВТС — Сода — КОК», после испытаний — возвращён в Уфу, а в декабре 2006 года поступил в Москву, где ему был присвоен бортовой номер 3250, в 2009 году был модернизирован в СВАРЗ-БТЗ-52763Т с перенумерованием бортового номера 3950. На СВАРЗе был удален асинхронный тяговый привод и добавлена задняя створка третьей двери.
В 2007 году был построен БТЗ-52763Р, отличающегося от московского БТЗ-52763Т наличием реостатно-контакторной системы управления и отсутствием дизель-генераторной установки. Это позволило установить дополнительную заднюю дверь. В сентябре 2007 года был презентован в Уфе на Площади имени Салавата Юлаева на импровизированной выставке «Сделано в Башкирии». После презентации был отправлен в Хабаровск. Также был отправлен ещё один БТЗ-52763Р в Хабаровск в 2008 году. В ноябре 2009 года было выпущено ещё два БТЗ-52763Р с новой передней маской, которые были отправлены в Благовещенск (Амурская область). Эти модернизированные БТЗ-52763Р стали прототипом для создания будущих троллейбусов модели БТЗ-52767 и БТЗ-52768.
В начале 2012 года был построен троллейбус модели БТЗ-52763А. В мае 2012 был презентован жителям города Уфы на выставке в трамвайном депо им. С. И. Зорина и на выставке «УралТранс 2012». В июле 2012 года был отправлен в Стерлитамак. С этого момента началась серийная сборка троллейбусов модели БТЗ-52763А, собрано 5 троллейбусов для Стерлитамака. В сентябре началась регулярная эксплуатация троллейбусов в Стерлитамаке по маршрутам № 5, 6 и 17. В октябре 2012 года собрана партия троллейбусов для Уфы. Отличия от партии Стерлитамака:
- Установлено электрооборудование «Канопус» (производитель Златоуст). Партия для Стерлитамака оснащалась электроникой АРС-ТЕРМ Новосибирского производства.
- Новая задняя маска троллейбуса (первые партии собраны с задней маской от НефАЗ-5299).

В 2013 году была собрана и отправлена партия троллейбусов для Альметьевска. В конце 2013 года была собрана последняя партия троллейбусов для Уфы. Отличия от троллейбусов предыдущих партий:
- Убраны «подиумы» между передней и средней дверью. Это дало размещение ещё двух дополнительных сидячих мест. Также за средней дверью на левой стороне отпущены два сидячих места «на пол».
- Кондукторское место перенесено за среднюю дверь.
- Электрооборудование было перемещено назад.

С 2014 года производство троллейбусов модели БТЗ-52763 было остановлено из-за сложного финансового положения.

## Модели
- БТЗ-52763А[6][7][8]
- БТЗ-52763Р
- БТЗ-52763Т

## Галерея
- БТЗ-52763А 1044 в Уфе